# Richard Synge
Richard Laurence Millington Synge (n. 28 octombrie 1914, Liverpool, Anglia, Regatul Unit al Marii Britanii și Irlandei – d. 18 august 1994, Norwich, Anglia, Regatul Unit) a fost un chimist britanic, laureat al Premiului Nobel pentru chimie (1952), împreună cu Archer John Porter Martin.